# カール・ヨアヒム・フリードリッヒ
カール・ヨアヒム・フリードリッヒ（Carl Joachim Friedrich、1901年6月5日 – 1984年9月19日）は、ドイツ出身の政治学者。ハーバード大学教授を務めた。専門は政治思想史、行政学、比較政治体制論など。
研究・評論・政治活動のすべてを通じて、法の支配に基づく代議制民主主義を擁護したことで知られる。全体主義体制を批判し、直接民主主義や大衆運動には批判的な態度をとった。ジュディス・シュクラー、ベンジャミン・バーバー、ズビグネフ・ブレジンスキーなどが学問上の弟子にあたる。

## 略歴・人物
ドイツ・ライプツィヒで、薬学者であった父と、ビューロー伯爵家出身の母との間に生まれ、1911年から1919年までマールブルクのギムナジウム (Gymnasium Philippinum) で学ぶ。卒業後はハイデルベルク大学、ウィーン大学、マクデブルク大学などで学び、1925年ハイデルベルク大学を卒業。ハイデルベルクではマックス・ヴェーバーの弟であるアルフレート・ヴェーバーに師事する。
1922年の初留学以後、米国とドイツを行き来しながら研究活動を行ない、1925年にはドイツ学術交流会（DAAD）の設立発起人となり、代表を務めた。翌1926年にはハーバード大学政治学部講師に着任し、1927年准教授に昇任する。1930年にハイデルベルク大学から博士号を取得後、1936年ハーバード大学教授に就任する。
1933年、母国ドイツではアドルフ・ヒトラー政権が成立したが、フリードリッヒは米国への永住を決意し、帰化申請を行なう。また同時に、フリードリッヒは1930年代を通じてユダヤ系の学者、文化人、ジャーナリストなどをナチス・ドイツや他の欧州諸国から米国に召喚する政治運動にも関与した。音楽家であるルドルフ・ゼルキンはこの対象となった一人である。
米国の第二次世界大戦参戦後の1943年、占領地で軍政業務にあたる将校の教育を目的とする海外行政学校をハーバード大学内に設立し、1946年までその校長を務める。また、1946年から1948年までは、ルシアス・クレイ（en: Lucius D. Clay）軍政長官の政治顧問として占領下のドイツに赴任し、ボン基本法の草案作成にも関与した。
米国に帰国後、1971年の退職までハーバード大学に勤め、自らの業績と傲岸不遜な態度が相まって、ハーバードを代表する政治学者として知られることとなった。また、1956年から1966年まで母校ハイデルベルク大学でも教鞭をとった。両大学を退職後は、マンチェスター大学、デューク大学でも教鞭をとった。1962年にアメリカ政治学会（APSA）理事長、1967年から1970年まで、国際政治学会（IPSA）理事長を務めた。1967年にはドイツ連邦の発展と米独関係発展への貢献を理由として、ドイツ連邦政府からドイツ連邦共和国功労十字小綬章を授与された。1984年、マサチューセッツで死去。ハーバード大学図書館には個人文書が寄贈されている。

## 著書

### 単著
- Constitutional Government and Politics: Nature and Development, (Harper, 1937).
- Foreign Policy in the Making: the Search for a New Balance of Power, (W.W. Norton, 1938).
- Constitutional Government and Democracy: Theory and Practice in Europe and Americam, (Little Brown, 1941, Revised. ed., Ginn, 1946.4th. edition., 1968).
- The New Belief in the Common Man, (Little, Brown, 1942).
- American Policy toward Palestine, (Public Affairs, 1942).
- The Age of the Baroque, 1610-1660, (Harper, 1952).
- Die Philosophie des Rechts in historischer Perspektive, (Springer, 1955).

The Philosophy of Law in Historical Perspective, (University of Chicago Press, 1958).
- Die Philosophie der Geschichte: als Form der Uberlagerung, (Eugen Rentsch Verlag, 1955).
- Constitutional Reason of State: the Survival of the Constitutional Order, (Brown University Press, 1957).
- Puerto Rico: Middle Road to Freedom. Fuero Fundamental, (Rinehart, 1959).
- Community, (Liberal Arts Press, 1959).
- Demokratie als Herrschafts und Lebensform, (Quelle & Meyer, 1959).

小山博也訳『現代政治――その支配形態と生活形態』（理想社, 1964年）
- Die politische Wissenschaft, (K. Alber, 1961).
- Man and His Government: an Empirical Theory of Politics, (McGraw-Hill, 1963).
- Zur Theorie und Politik der Verfassungsordnung: Ausgewahlte Aufsatze, (Quelle & Meyer, 1963).
- An Introduction to Political Theory: Twelve Lectures at Harvard, (Harper & Row, 1967).

安世舟他訳『政治学入門――ハーバード大学12講』（学陽書房, 1977年）
- Christliche Gerechtigkeit und Verfassungstaat, (Westdeutscher Verlag, 1967).
- The Impact of American Constitutionalism Abroad, (Boston University Press, 1967).
- Trends of Federalism in Theory and Practice, (Praeger, 1968).
- Europe: an Emergent Nation?, (Harper & Row, 1969)
- The Pathology of Politics: Violence, Betrayal, Corruption, Secrecy, and Propaganda, (Harper & Row, 1972).

宇治琢美訳『政治の病理学――暴力、裏切り、汚職、秘密主義、宣伝活動』（法政大学出版局, 1997年）
- Tradition and Authority, (Oxford University Press, 1972)

三辺博之訳『伝統と権威』（福村出版, 1976年）
- Limited Government: a Comparison, (Prentice-Hall, 1974).

清水望・渡辺重範・大越康夫訳『比較立憲主義』（早稲田大学出版部, 1979年）
- Johannes Althusius und sein Werk im Rahmen der Entwicklung der Theorie von der Politik, (Duncker und Humblot, 1975).

### 共著
- Responsible Bureaucracy: a Study of the Swiss Civil Service, with Taylor Cole, (Harvard University Press, 1932).
- Totalitarian Dictatorship and Autocracy, with Zbigniew K. Brzezinski, (Harvard University Press, 1956, Revised edition., 1965).
- The Age of Power, with Charles Blitzer, (Cornell University Press, 1957).
- Totalitarianism in Perspective: Three Views, with Michael Curtis and Benjamin R. Barber, (Praeger, 1969).

### 編著
- The Philosophy of Kant: Immanuel Kant's Moral and Political Writings, (Modern Library, 1949).
- Totalitarianism: Proceedings of a Conference held at the American Academy of Arts and Sciences, (Harvard University Press , 1954).
- The Philosophy of Hegel, (Modern Library, 1954).
- The Soviet Zone of Germany, (Human Relations Area Files, 1956).
- Authority, (Harvard University Press, 1958).
- Responsibility, (Liberal Arts Press, 1960).
- The Public Interest, (Atherton, 1962).
- Liberty, (Atherton, 1962).
- Rational Decision, (Atherton, 1964).
- Totalitarianism, (Grosset & Dunlap, 1964).
- Revolution, (Atherton, 1966).

### 共編著
- Studies in Federalism, co-edited with Robert R. Bowie, (Little, Brown, 1954).
- From the Declaration of Independence to the Constitution: the Roots of American Constitutionalism, co-edited with Robert G. McCloskey, (Bobbs-Merrill, 1954).
- Justice, co-edited with John W. Chapman, (Atherton, 1963).
- Sprache und Politik: Festgabe fur Dolf Sternberger zum sechzigsten Geburtstag, co-edited with Benno Reifenberg, (Schneider, 1968).